# Chani Martín
Pour les articles homonymes, voir Martín.
Chani Martín, né le 30 juillet 1973 à Torrelaguna, est un acteur et chanteur espagnol.

## Biographie
Originaire de Torrelaguna, près de Madrid, Chani Martín est diplômé de la RESAD.
Acteur espagnol, révélé notamment par ses rôles dans les films La Chance endormie d'Ángeles González-Sinde (2003) et Le Labyrinthe de Pan de Guillermo del Toro (2006), il est également chanteur et compositeur dans le groupe espagnol ElZurdo (2013).
Il joue, à la télévision, le rôle de Tano dans la célèbre série télévisée Hospital Central diffusée et produite par Telecinco.
En 2024, son rôle de l'historien Benito Bermejo dans le film Marco, l'énigme d'une vie du réalisateur basque Jon Garaño lui permet une nouvelle reconnaissance internationale.

## Filmographie notable
- 2003 : La Chance endormie d'Ángeles González-Sinde : Genaro
- 2006 : Le Labyrinthe de Pan de Guillermo del Toro : Trigo
- 2011 : Pas de répit pour les damnés d'Enrique Urbizu : le garçon de café n°1
- 2014 : Agents super zéro de Javier Fesser : Mari
- 2018 : Champions de Javier Fesser : le chauffeur du bus Cuenca
- 2019 : À dix-sept ans de Daniel Sánchez Arévalo : Ignacio[5]
- 2020 : Historias lamentables de Javier Fesser : Bermejo
- 2024 : Marco, l'énigme d'une vie de Jon Garaño : Benito Bermejo